# 米卡埃尔·埃斯珀森
米卡埃尔·埃斯珀森（丹麥語：Mikael Espersen，20世纪—），丹麦前男子赛艇运动员。他曾代表丹麦参加世界赛艇锦标赛，共获得二枚金牌和二枚铜牌，均来自轻量级项目。